# باول دوبويه
باول دوبويه هو صحفي وممثل كندي، ولد في 11 أغسطس 1916 في مونتريال في كندا، وتوفي في 23 يناير 1976 في سان سوفور في كندا.

## وصلات خارجية
- باول دوبويه على موقع IMDb (الإنجليزية)
- باول دوبويه على موقع أول موفي (الإنجليزية)
- باول دوبويه على موقع قاعدة بيانات الفيلم (الإنجليزية)